# Lagen om offentlig anställning
Lagen om offentlig anställning, LOA (1994:260) är den svenska lag som lagreglerar anställningen för de flesta som arbetar för staten, och även i vissa avseenden även för de som arbetar för svenska kommuner och regioner. Regler för vissa statligt anställda med fullmaktsanställning finns också i lagen om fullmaktsanställning (1994:261).
Den nuvarande lagen om offentlig anställning infördes 1 juli 1994, och ersatte då den tidigare lagen från 1976.